# WU LYF
WU LYF (Abk. für World Unite! Lucifer Youth Foundation; etwa „Vereinige dich, Welt! Luzifers Jugend-Stiftung“) ist eine vierköpfige Indie-Rock-Band aus Manchester, die 2008 gegründet wurde.

## Geschichte
Die Band erlangte einen gewissen Bekanntheitsgrad durch einen Hype in Musikmedien aufgrund ihres Image als Öffentlichkeitsverweigerer in Bezug auf Interviews und private Informationen.
Ihr selbstproduziertes Album erschien am 13. Juni 2011 auf dem eigens gegründeten Label Lyf Recordings sowie Rough Trade. Es stieg auf Platz 98 der britischen Albumcharts ein. Im Jahr 2012 trennte sich die Band.
Im Frühjahr 2025 meldeten sich WU LYF mit einer neuen Single zurück, entfernte zudem das Vorgängeralbum auf Plattformen wie Spotify und lancierte eine neue Website.

## Diskografie

### Alben
- 2011: Go Tell Fire to the Mountain (Lyf Recordings)

### Singles
- 2025: A New Life Is Coming (Lyf Recordings)
- 2010: Heavy Pop / Concrete Gold (Lyf Recordings)
- 2011: Dirt (Lyf Recordings)
- 2011: We Bros (Lyf Recordings)